# هاغي ريد
هاغي ريد (بالإنجليزية: Hughie Reed)‏ هو لاعب كرة قدم بريطاني، ولد في 23 أغسطس 1950 في دمبارتون في المملكة المتحدة، وتوفي في 1 نوفمبر 1992 في كرو (تشيشير) في المملكة المتحدة. لعب مع نادي برينتفورد ونادي بليموث أرجايل ونادي كرو ألكساندرا ونادي هارتلبول يونايتد ووست بروميتش ألبيون.